# ハイカグラテングタケ
ハイカグラテングタケ（灰神楽天狗茸、学名:Amanita sinensis）は、ハラタケ目テングタケ科テングタケ属のきのこ。

## 概要
ネパールから中国、韓国、日本にかけて分布しており、夏から秋にかけて広葉樹林及び広葉樹と針葉樹の混生林の地上に大型の子実体を単生、或いは点在して発生させる。全体が灰色の粉質物で覆われている。
傘は直径70-120mmほどで、大きなものでは200mmを超える。表面は灰色の粉で覆われており、イボが点在し、縁に溝線がある。中心ほど灰色が強く、周囲は白色が点在する。幼菌は球形で、成菌になるとほぼ平たくなり中心に凸部が現れる。肉は白色で脆い。
ヒダは白色の離生で密、縁に灰色の粉が付着している。また、独特の臭気を漂わせる。
柄は100-150×10-25mmほどで、大きなものでは300mmを超える。根元が太く上方に行くほどやや細くなっていく。表面は灰色の鱗屑で覆われる。また、早落性の白色のつばを持つ。柄は地中に深く伸び、基底球の幅は20-35mmほどになる。肉は中実で白色の芯がある。
胞子は8.0-13.5×7.0-9.5μmの楕円体。
コナカブリテングタケと似た特徴を持つが、こちらは大きさが30-70mm程度となっている。

## 食毒性
本種の属するマツカサモドキ亜属はタマシロオニタケやドクツルタケなどアリルグリシンやアマトキシン類を含む猛毒きのこが多数属しているが、本種がこれらの毒成分を含むかは不明であり、食毒不明となっている。しかし、味はタマゴタケに似ており非常に美味であるという。